# Сольб'яте
Сольб'яте (італ. Solbiate) — муніципалітет в Італії, у регіоні Ломбардія,  провінція Комо.
Сольб'яте розташований на відстані близько 520 км на північний захід від Рима, 45 км на північний захід від Мілана, 13 км на захід від Комо.
Населення — 2570 осіб (2014).

## Демографія
Населення за роками:

Станом на 31 грудня 2014 року в муніципалітеті офіційно проживало 95 іноземців з 22 країн, серед них 31 громадянин країн Євросоюзу та 6 громадян України.

## Сусідні муніципалітети
- Альбіоло
- Берегаццо-кон-Фільяро
- Бінаго
- Каньо
- Мальнате
- Ольджате-Комаско